# Rhegmoclemina willistoni
Rhegmoclemina willistoni är en tvåvingeart som beskrevs av Mcatee 1921. Rhegmoclemina willistoni ingår i släktet Rhegmoclemina och familjen dyngmyggor. Inga underarter finns listade i Catalogue of Life.